# Céleste-Thérèse Couperin
Céleste-Thérèse Couperin (* 1793 in Paris; † 14. Februar 1860 in Belleville) war eine französische Organistin und Musikpädagogin. Sie ist als letzte Vertreterin der berühmten Komponisten- und Organistenfamilie Couperin bekannt.

## Leben und Werk

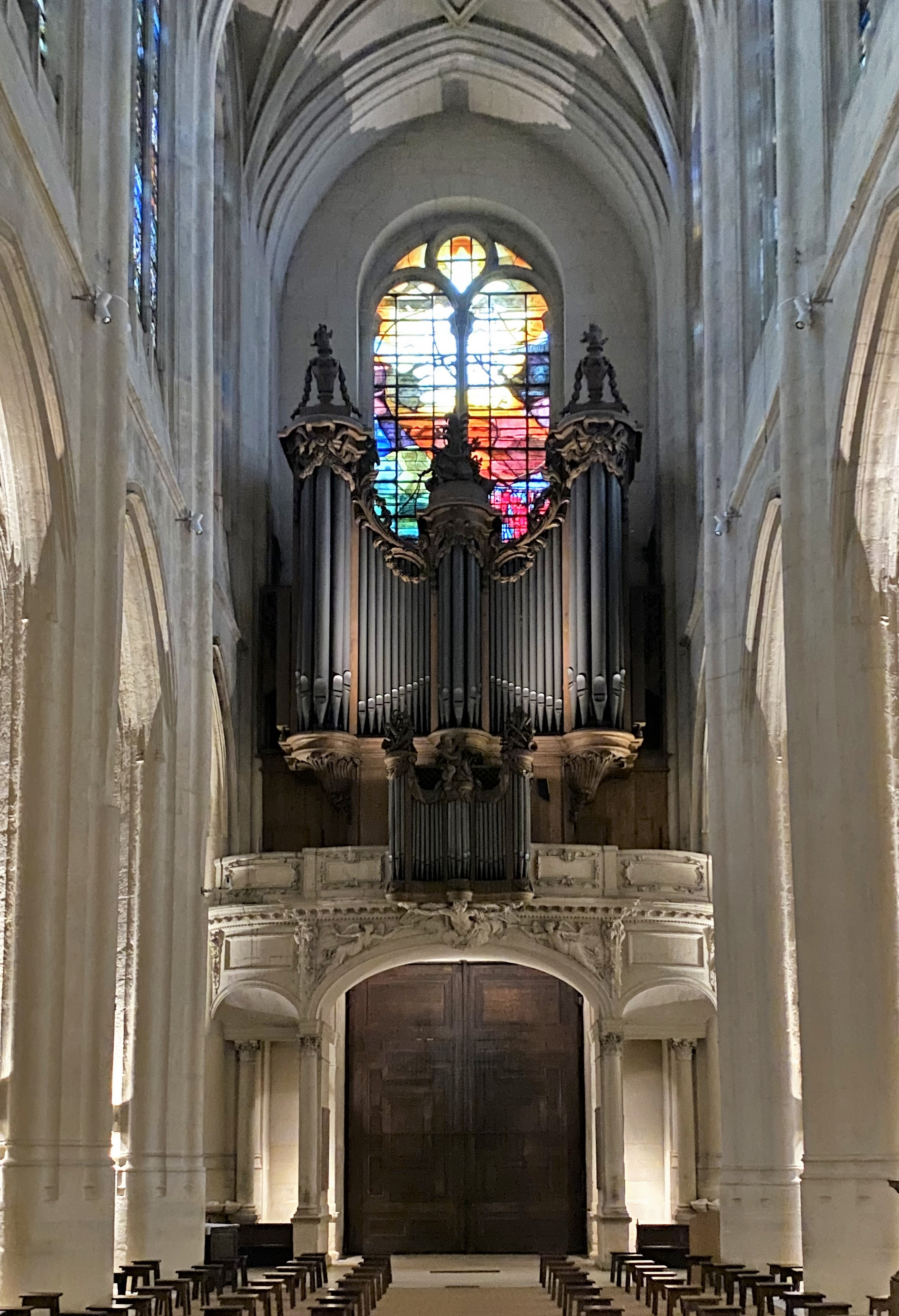
Wirkungsstätte von Céleste-Thérèse Couperin: die Hauptorgel der Kirche Saint Gervais Paris

Céleste-Thérèse Couperin war die einzige Tochter von Gervais-François Couperin (1775–1826) und seiner Frau Hélène Thérèse Frey (1775–1862). Einer jahrhundertealten Familientradition folgend, wurde sie Musikerin und war als Organistin und Gesangslehrerin tätig.
Als ihr Vater 1826 starb, wurde Céleste-Thérèse zu seiner Nachfolgerin als Titularorganistin an der Orgel der Kirche Saint Gervais in Paris ernannt. Dieses Amt hatten vor ihr seit 170 Jahren sieben männliche Mitglieder der Familie Couperin, beginnend mit ihrem Ururgroßonkel Louis Couperin, in ununterbrochener Reihenfolge innegehabt. Céleste-Thérèse war die achte Couperin und erste Frau in dieser Position. Wenige Monate später wurde mit Jean-Nicolas Marrigues wieder ein Mann zum Titularorganisten von Saint Gervais ernannt. Sie spielte jedoch in den nächsten vier Jahren weiterhin abwechselnd die Orgeln von Saint-Gervais und von Saint-Jean-Saint-François. 
Zusammen mit ihrer verwitweten Mutter, um die sie sich zeitlebens kümmerte, übersiedelte Céleste-Thérèse Couperin 1833 nach Beauvais im Département Oise im Norden Frankreichs, wo sie als Klavier- und Gesangslehrerin tätig war. 1843 zogen Mutter und Tochter wieder in die Nähe von Paris, nach Belleville – damals noch eine eigenständige Gemeinde –, wo die Lebenshaltungskosten nicht so hoch waren wie in der Hauptstadt. Dass beide Frauen dort Mitte der 1840er Jahre in Armut lebten und dass Couperin keine Schüler mehr hatte, ist in einem Brief dokumentiert, der im November 1848 den damaligen Direktor des Louvre, Jeanron, erreichte. Darin beschrieb Hélène Couperin ihre prekäre finanzielle Situation und dass sie bereits 1847 den Verkauf von zwei Porträts der berühmten Vorfahren ihres verstorbenen Ehemannes an das Museum in die Wege geleitet habe. Durch die politischen und Umbrüche im Zuge der Februarrevolution 1848 verzögert, kam dieser Verkauf erst im Dezember 1848 zustande; der Verkaufserlös der Bilder betrug 500 Francs und war somit weitaus geringer als erhofft.
Céleste-Thérèse Couperin starb – zwei Jahre vor ihrer Mutter – am 14. Februar 1860 im Alter von 67 Jahren in ihrer Wohnung in Belleville. Aus ihrer Sterbeurkunde geht hervor, dass sie zu jener Zeit arbeitslos war. Mit ihr erlosch die Musikerdynastie Couperin.

## Würdigung
Pierre-Paul Lacas, Musikwissenschaftler und Präsident der Association Française pour la Sauvegarde de l’Orgue ancien (dt.: Französische Vereinigung zur Erhaltung historischer Orgeln), schrieb über Céleste-Thérèse Couperin: 

« On sait qu’elle avait conservé les traditions organistiques du XVIII. siècle. Elle était l’une des rares titulaires de tribunes parisiennes à pouvoir improviser une fugue d’orgue. »

„Wir wissen, dass sie die Orgeltraditionen des 18. Jahrhunderts bewahrt hat. Sie zählte zu den seltenen Titularorganisten auf Pariser Emporen, die fähig waren, eine Orgelfuge zu improvisieren.“

## Trivia
Einer mündlichen Überlieferung zufolge soll Couperin Briefe von Johann Sebastian Bach an ihren berühmten Verwandten François Couperin verwendet haben, um Marmeladengläser zu bedecken. Diese hartnäckige Legende beruhte auf einer Aussage der Mutter des Opernsängers Émile-Alexandre Taskin, dessen Familie mit den Couperins verwandtschaftlich verbunden war.